# کاتو (گرین هورنت)

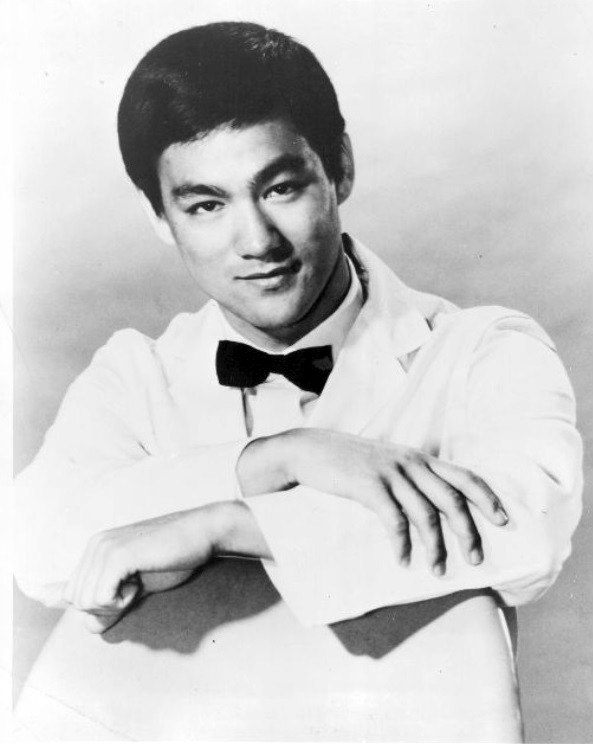
کاتو.

کاتو (به انگلیسی: Kato) نام شخصیتی مثبت در سری زنبور سبز می باشد که دستیار زنبور سبز است.
در سریالی که بر اساس سری زنبور سبز ساخته شد، بروس لی نقش کاتو را بازی می‌کرد.

## حضور در تلویزیون و سینما
- سریال سینمایی گرین هورنت (۱۹۴۰)
- سریال سینمایی گرین هورنت دوباره ضربه می زند! (۱۹۴۱)
- سریال تلویزیونی گرین هورنت (۱۹۶۷ - ۱۹۶۶)
- فیلم گرین هورنت (۱۹۷۴)
- فیلم گرین هورنت (۱۹۹۴)
- فیلم ماسک سیاه (۱۹۹۶)
- فیلم کوتاه گرین هورنت (۲۰۰۶)
- فیلم گرین هورنت (۲۰۱۱)